# 酒井圓弘
酒井 圓弘（さかい えんこう、1963年3月15日 - ）は、天台宗愛知県妙乗院の住職である。

## 来歴
1963年、愛知県蒲郡市で生まれる。
小学校1年の時両親が離婚、兄とともに母親に引き取られる。
小学校6年の頃から新聞や牛乳配達をして家計を助けていた。
1981年、愛知県立三谷高校を卒業し、マグロ漁船を体験。
1981年4月、食料品会社に就職。
1985年、僧侶だった母方の祖父について浄土宗の京都の寺にて出家し、祖父からお経や戒律を厳しく叩き込まれた。
1988年、西山短期大学を卒業。
1990年、天台宗の総本山比叡山延暦寺に入山。
1991年、比叡山学院を修了。
1992年、妙乗院に入る。
1993年、佛教大学を卒業。
2005年、妙乗院の住職に就任し、天台宗仏教天台青年連盟の代表にも就任。
2015年、『ジャパンタイムズ』紙「次世代のアジアを担うリーダー100人」の一人として選ばれ、同年8月7日には同紙の"The Professionals"に選ばれる。
2018年、アメリカ（ハワイ・LA）などでも講演を開始。
2019年、アメリカのサンノゼ州立大学にて講演。『NewYork Times』紙「〜Next-Era LEADERS s 2019〜（世界の次世代のリーダー）」に選ばれる。
2019年3月、アメリカ合衆国在サンフランシスコ日本国総領事館主催で「ストレスに強くなる禅と呼吸法」について講演を行う。

## 思想・信条
仏教の教えをわかりやすく伝えるために、心理学、気功、ヨガ、瞑想などの専門的な知識や技術も習得。ストレス社会に生きる現代人の心と身体の健康、そして明るい未来をサポートするために、仏教講座、講演、人生相談などにも力を入れている。

## 著書
- 『「がんばらない」ススメ』幻冬舎、2015年3月14日、ISBN 978-4344972032
- 『人として生きる-欲をコントロールすれば、すべてうまくいく-』ゆいぽおと、2017年6月6日、ISBN 978-4877584641
- Living a Life as Human: Control your greed to live a happy life, ASIN B079QH1K41